# DDR-리가
DDR-리가(DDR-Liga)는 독일의 통일 이전 동독의 2부 축구 리그로, 동독 축구 리그 시스템에서 2부 리그에 해당하였다. 1950년 출범하여 1991년까지 진행되었고, 1991년 분데스리가 2부 리그에 흡수되면서 폐지되었다. 마지막 우승 팀은 A조에서는 우니온 베를린과 B조에서는 FSV 츠비카우였다.

## 개요

### 1950-1955
1950년 10개의 팀이 1조와 2조의 두 조로 나뉘어 리그를 진행했고, 각 조의 우승 팀은 1부 리그인 DDR 오버리가로 곧바로 승격하게 된다. 당시에는 특별한 지역 구분이 없었고, 단지 1조와 2조로 나뉘어 진행했다. 이후 1조는 북부 디비전으로, 2부는 남부 디비전으로 바뀌어 진행하게 된다. 리그는 완벽히 고정된 상태에서 진행되지는 않았으나, 클럽들은 리그의 평행성과 균형을 위해 종종 조를 이동하기도 하였다. 같은 의미에서, 클럽들은 또한 여러 이유로 도시 사이를 오가기도 했다.
두 번째 시즌에서, 각 조의 팀 수는 각각 12개로 확대되었다. 13개로 늘어난 후 1953년에는 14개로 증가했다. 1954년에는 3조까지 만들어지게 되는데, 지리적 구분은 어려워졌지만 근본적으로는 1조가 북부, 2조가 남부, 3조가 중앙 디비전을 담당하여 리그를 진행하였다.

### 1955-1971
1955년 리그의 진행 방식 시스템은 완전히 변하게 된다. 소련의 영향을 받으면서 소련의 방식을 따르게 되면서 동시에 봄-가을 시즌의 단년제 방식을 채택하여 진행하게 된다. 그러면서 동시에 리그는 3개의 디비전이 1개의 디비전으로 통일되었다. 1956년부터는 상위 2개의 클럽들이 승격하는 방식으로 한 개의 조로 진행했다.
1961-62 시즌부터 리그는 다시 가을-봄 시즌의 연년제로 바뀌게 된다. 동시에 다시 조를 나누어 지역별로 리그를 치르는 원래의 방식으로 복귀하게 되었다. 3개의 조로 진행되고, 14개의 클럽들은 홈, 원정, 중립의 3개 장소에서 경기를 치러 총 39경기를 치른다.
그 다음 해, 리그는 북부 디비전과 남부 디비전의 2개의 디비전으로 돌아가게 된다. 하지만 아직도 각 조에서 14개의 클럽이 리그를 치르고, 각 조의 우승 클럽이 승격하는 방식은 똑같았다. 1963년, 각각의 디비전에 참가하는 클럽 수는 16개로 증가하게 된다.

### 1971-1984
1971년 DDR-리가는 무려 5개의 조로 리그를 진행하게 된다. 이번에는 조를 알파벳으로 구분하게 된다. A조, B조, C조, D조, E조로 디비전이 나뉘게 된다. A, B, E조에는 12개의 클럽, C,D조에는 11개의 클럽이 경기를 치렀다. 다음 해, 5개의 조는 모두 12개의 클럽으로 구성되었다. 5개의 조로 리그를 진행한다는 것은 곧, 단지 그 조에서 우승을 차지한다고 해서 DDR 오버리가로 승격할 수 있는 것이 아님을 말한다. 각 조의 우승 팀들은 DDR 오버리가 승격 플레이오프를 치르고, 승격 플레이오프의 상위 2개 클럽이 비로소 DDR 오버리가로 승격하게 된다.
5개의 디비전은 지역별로 각각 브란덴부르크주, 메클렌부르크포어포메른주, 작센안할트주, 작센주, 튀링겐주로 나뉘었다.

### 1984-1991
1984년 리그는 다시 두 개의 디비전으로 복귀해 진행하게 된다. 각 조의 클럽 수는 18개로 증가하게 된다. 각 조의 우승 팀이 DDR 오버리가로 승격한다.
1990-91 시즌은 DDR-리가의 마지막 시즌으로, 이후 리그는 폐지되어 독일로 넘어가게 된다. 이후 분데스리가 2부 리그로 대체되었다. 그러면서 동시에 리그도 독일 축구 리그 시스템에서 3부 리그에 해당하는 리그가 된다.
마지막 우승 팀은 A조에서 우니온 베를린, B조에서 FSV 츠비카우였다.

## 역대 DDR-리가 우승 팀

### 1950-1955
| 시즌    | 1조           | 2조                   |
| ------- | ------------- | --------------------- |
| 1950-51 | 앤카 비스마르 | 에르츠게비르게 아우에 |
| 1951-52 | 한자 로스토크 | 카를 차이스 예나      |
| 1952-53 | 메라네 SV     | 로코모티프 라이프치히 |
| 1953-54 | 켐니처 FC     | 포어베르츠 베를린     |

### 1955-1971
| 시즌    | 1조         | 2조           | 3조       |
| ------- | ----------- | ------------- | --------- |
| 1954-55 | 로크 슈텐달 | FC 바이센펠스 | 데사우 05 |

| 시즌    | DDR-리가              |
| ------- | --------------------- |
| 1955    | 메라네 SV             |
| 1956    | 카를 차이스 예나      |
| 1957    | 디나모 베를린         |
| 1958    | FC 자이츠             |
| 1959    | 할레셔 FC             |
| 1960    | 로트바이스 에르푸르트 |
| 1961-62 | 디나모 드레스덴       |

| 시즌    | 북부 디비전           | 남부 디비전           |
| ------- | --------------------- | --------------------- |
| 1962-63 | 로크 슈텐달           | SV 슈타이나흐         |
| 1963-64 | 노이브란덴부르크      | 디나모 드레스덴       |
| 1964-65 | 할레셔 FC             | 로트바이스 에르푸르트 |
| 1965-66 | 우니온 베를린         | 비스무트 게라         |
| 1966-67 | 마그데부르크          | 로트바이스 에르푸르트 |
| 1967-68 | 디나모 베를린         | 슈탈 리자             |
| 1968-69 | 아이젠휘텐슈타트      | 디나모 드레스덴       |
| 1969-70 | 우니온 베를린         | 로코모티프 라이프치히 |
| 1970-71 | 포어베르츠 슈트랄준트 | 켐니처 FC             |

### 1971-1984
| 시즌    | 디비전 A                    | 디비전 B                    | 디비전 C              | 디비전 D            | 디비전 E              |
| ------- | --------------------------- | --------------------------- | --------------------- | ------------------- | --------------------- |
| 1971-72 | 앤카 비스마르               | 디나모 베를린               | FC 작센 라이프치히    | 로트바이스 베르다우 | 로트바이스 에르푸르트 |
| 1972-73 | 포어베르츠 슈트랄준트       | 디나모 베를린 II            | 포어베르츠 라이프치히 | 디나모 드레스덴 II  | FC 자이츠             |
| 1973-74 | 포어베르츠 슈트랄준트       | 우니온 베를린               | 할레셔 FC             | 혜미 뵐렌           | 비스무트 게라         |
| 1974-75 | 디나모 슈베린               | 우니온 베를린               | FC 작센 라이프치히    | 에네르기 콧부스     | 비스무트 게라         |
| 1975-76 | 한자 로스토크               | 우니온 베를린               | 할레셔 FC II          | 모터 베르다우       | 카를 차이스 예나 II   |
| 1976-77 | 포어베르츠 슈트랄준트       | 슈탈 헨닉스도르프           | FC 작센 라이프치히    | 혜미 뵐렌           | 비스무트 게라         |
| 1977-78 | 힌자 로스토크               | 포어베르츠 노이브란덴부르크 | FC 작센 라이프치히    | 드레스덴 SC         | 슈탈 리자             |
| 1978-79 | 바우 로스토크               | 포어베르츠 프랑크푸르트     | FC 작센 라이프치히    | 에네르기 콧부스     | 1. 슐러 SV            |
| 1979-80 | 한자 로스토크               | 디나모 퓌르스텐발데         | 혜미 뵐렌             | 에네르기 콧부스     | 비스무트 게라         |
| 1980-81 | 쉬파르트/하픈 로스토크      | 우니온 베를린               | 메르제부르크          | 에네르기 콧부스     | 모터 줄               |
| 1981-82 | 포어베르츠 슈트랄준트       | 우니온 베를린               | 혜미 뵐렌             | 슈탈 리자           | 노르트하우젠          |
| 1982-83 | 하픈 로스토크               | 슈탈 브란덴부르크           | FC 작센 라이프치히    | 슈탈 리자           | 비스무트 게라         |
| 1983-84 | 포어베르츠 노이브란덴부르크 | 슈탈 브란덴부르크           | 포어베르츠 데사우     | FSV 츠비카우        | 모터 줄               |

### 1984-1991
| Season  | 디비전 A                | 디비전 B       |
| ------- | ----------------------- | -------------- |
| 1984-85 | 우니온 베를린           | FSV 츠비카우   |
| 1985-86 | 디나모 베를린 II        | 비쇼프스베르다 |
| 1986-87 | 한자 로스토크           | 할레셔 FC      |
| 1987-88 | 에네르기 콧부스         | FSV 츠비카우   |
| 1988-89 | 아이젠휘텐슈타트        | 비쇼프스베르다 |
| 1989-90 | 포어베르츠 프랑크푸르트 | 혜미 뵐렌      |
| 1990-91 | 우니온 베를린           | FSV 츠비카우   |

Source: “DDR-Liga”. Das deutsche Fussball-Archiv. 2008년 3월 4일에 확인함.